# Хачики
Ха́чики (чув. Хачăк) — деревня в Чебоксарском районе Чувашии. Входит в состав Ишлейского сельского поселения.

## География
Деревня расположена в северной части республики к юго-западу от Чебоксар. Расстояние до Чебоксар 26 км, до районного центра — посёлка Кугеси — 27 км, до железнодорожной станции 9 км. Расположена на берегах реки Унга́.
Ближайшие населённые пункты:
- Мускаринкасы ~ 2 км 296 м
- Синьял-Чурачики ~ 2 км 47 м
- Хора-Сирма ~ 2 км 907 м
- Большие Котяки ~ 2 км 954 м
- Кивьял-Чурачики ~ 3 км 235 м
- Тимой-Мамыши ~ 3 км 354 м

Уличная сеть
Улицы: Зелёная, Комсомольская, Крутогорная, Лесная, Набережная, Овражная, Северная, Центральная, Школьная, Южная. 

Переулок: Школьный.

## История
Жители — до 1724 года ясачные люди, до 1866 года государственные крестьяне; занимались земледелием, животноводством, бурлачеством, торфоразработкой, кулеткачеством, отхожими промыслами. С 1890 года функционировала школа грамоты. В 1928 году образован колхоз «Челкас».

## Население
| 2010 | 2012 |
| ---- | ---- |
| 205  | ↗209 |

По данным Всероссийской переписи населения 2002 года в деревне проживали 183 человека.

## Название
История возникновения названий «Хачики» — это история переименований на русский язык бывших марийских деревень. Названия Хачики, Лесные Хачики, Полевые Хачики и Нижние Хачики относятся к периоду миграции горных марийцев со стороны Белого моря, когда на путях миграции создавались поселения-метки (1—2 дома-времянки). Такие поселения обозначались меткой «гач» (через), например: Вайгач, Сергач, Колкач и т. д. Лесные Хачики — небрежное русское переименование метки Шыргы Гач (через лес), Полевые Хачики — Ныр Гач (через поле), Нижние Хачики — Карем Гач (через овраг).

Топонимист А. Л. Шилов отмечает: 

Топонимы (названия населённых пунктов и урочищ) с элементом гатч (хач, гаж) образуют относительно узкий ареал, тянущийся от Приладожья до Белозерья и Онеги. Это названия о. Гатчи на Ладожском озере к югу от устья Олонки (ныне Гача или Гачь) <…> местность Папунгача в Шуйском погосте.— К распространению и происхождению топонимов с элементами hatša и aho

### Исторические и прежние названия
Историческое название — Хачик-касы́. Ямбахтино (1917).

## Экономика
Фермерские хозяйства, магазин.